# Diamondhead
Diamondhead é uma Região censo-designada localizada no estado americano de Mississippi, no Condado de Hancock.

## Demografia
Segundo o censo americano de 2000, a sua população era de 5912 habitantes.

## Geografia
De acordo com o United States Census Bureau tem uma área de
30,4 km², dos quais 29,4 km² cobertos por terra e 1,0 km² cobertos por água.

## Localidades na vizinhança
O diagrama seguinte representa as localidades num raio de 16 km ao redor de Diamondhead.